# Hermandad del Cristo de la Buena Muerte (Orihuela)
La Hermandad Penitencial del Santísimo Cristo de la Buena Muerte es una agrupación pasional fundada en el año 2000. Desfila la madrugada de Viernes Santo en la Semana Santa de Orihuela.

## Historia
La primera intención de crear una nueva Hermandad para la Semana Santa de Orihuela, nació en el año 1997 de una tertulia del bar Manolo en la calle del Río, de un grupo de amigos, José Antonio Hernández, José Correas, Federico Hernández, José Riquelme y Manuel Ene.
En el año 1999 se retomó la idea, uniéndose a los antes citados, José Manuel Espinosa Fenoll, Fernando Reig Serna, Ramón Pérez Bas, Francisco Larrosa Sarmiento, Antonio Girona Moñino, Manuel Luna Navarro, Pedro Sempere Cortés, Antonio Ferrández Peñalver, Agustín Garcìa Ortuño, Ginés Sánchez Martínez y José María Bregante Illescas, y con estas personas se constituyó la primera Junta Gestora de la Hermandad con el nombre de Hermandad Penitencial del Cristo de la Buena Muerte.
Se empezó a trabajar en el proyecto y en primer lugar se confeccionó un borrador de estatutos en una Asamblea que se celebró al respecto. Una vez presentados y aprobados por la Asamblea se envió a la Junta Mayor de Cofradías y Hermandades de Orihuela para su aprobación, y al Obispado, quien lo devolvió haciendo unas rectificaciones adaptándolos al derecho canónigo.
En el año 1999 una vez aprobado los colores de la Hermandad, se gestiona el tipo de tejido, su compra y confección, descartando el raso, la seda y el terciopelo, y optando por una tela acorde con la austeridad de la Hermandad, así como los complementos, cinturón, saldalias, decenario, guantes , calcetines y antorchas. Fernando Reig compra tejido en Murcia y posteriormente contacta con una empresa de Barcelona para la adquisición del tejido; se confecciona un hábito con los colores de la Hermandad, marfil para el hábito y color marrón para el capuz, diseñado por Mª del Carmen Yagües, el cual se expuso en la tienda de Novias de la calle San Pascual en la Semana Santa del año 2000.
En mayo de ese mismo año fue elegido presidente de la Junta Mayor, Don Eduardo Ferrández Felices, lo que nos reportó una gran ayuda. En junio del mismo año recibimos carta del Obispado aprobando los estatutos. Posteriormente en septiembre, se celebró la Asamblea fundacional donde se aprobaron los estatutos y se confirmó a la Junta Gestora que se constituyó en la primera Junta de Gobierno con los siguientes cargos.
HERMANO MAYOR: D. José Antonio Hernández Hernández
VICE-HERMANO MAYOR: D. José Correas García
SECRETARIO: D. José Manuel Espinosa Fenoll
TESORERO: D. Ginés Sánchez Martínez
VOCALES: D. José Riquelme Fuentes; D. Federico Hernández Hernández; D. Fernando Reig 
Serna; D. Antonio Girona Moñino; D. Manuel Ene Cárceles; D. Francisco Larrosa 
Sarmiento; D. Pedro Sempere Cortés; D. Ramón Pérez Bas; D. Manuel Luna 
Navarro; D. Agustín García Ortuño; D. José María Bregante Illescas y Don Antonio 
Ferrández Peñalver.
HERMANO CONSILIARIO: D. Francisco Verdú Rico.
A continuación se crearon las comisiones de trabajo de vestuario, procesión, enseres, etc., con los responsables siguientes:
VESTUARIO Y TELA PARA COMPRAR: D. Fernando Reig Serna y D. Ramón Pérez Bas.
PROCESION: D. José Correas Garcia y Don Fernando Reig Serna.
ENSERES: D. José Riquelme Fuentes, D. Manuel Ene Cárceles, D. Federico Hernández Hernández, D. Francisco Larrosa Sarmiento y D. Antonio Girona Moñino.
Se nombraron los Delegados en la Junta Mayor de Cofradías y Hermandades de la Semana Santa en los siguientes miembros de la Junta.
D. José Antonio Hernández Hernández, D. José Manuel Espinosa Fenoll y D. Fernando Reig Serna.
Fernando Reig contactó con el Sr. Matos de Zamora y realizamos un viaje a dicha ciudad, para conocer el tipo de antorchas que allí se utilizaban para adaptarlas a nuestra idea de iluminación.
Se encargaron dos Campanas para la procesión a la fundición Amando López de Murcia; se adoptó como propia para la Marcha de la Hermandad, la composición musical “Música para los funerales de la Reina María” de Henry Purcell; así como la poesía de José María Pemán “Al Cristo de la Buena Muerte”.
La Hermandad Penitencial del Santísimo Cristo de la Buena Muerte desfiló por primera vez El día 13 de abril (Viernes Santo) a las 3 de la madrugada en la Semana Santa del año 2001.

## Imágenes

### Santísimo Cristo de la Buena Muerte
Esta imagen preside en el interior del camarín, el retablo del Hallazgo en la iglesia de la Virgen de Monserrate. Sustituyó en abril de 1946 a otro desaparecido durante la guerra civil, del que toma su nombre. 
Es una talla de madera policromada de 161 x 148 cm, sobre una cruz del mismo material pintada de 240 x 170 cm.
Fue donada en 1946 por D. Pascual Navarro y su esposa Dª. Purificación Mateo, que la adquirieron en Madrid en los Talleres de Arte Granda.
La imagen se resuelve, dentro de un tardío gusto romántico, por una mirada hacia el Medioevo al tender a una figura muy hierática y simétrica, que no llega a romperse ni siquiera en los pliegues y nudo del paño de pureza, ni en la disimetría que provocaría la sujeción de los pies con un solo clavo, haciéndolo con dos. La corona está tallada en el mismo bloque de madera de la cabeza, sobre un pelo en el que resaltan los tirabuzones propios de los askenazíes. No hay reflejo de dolor en el rostro, y en su clasicista elegancia tiene por todo sufrimiento, en la frente, costado y rodillas, vestigios rojos de sangre.
Al parecer no existe en estos momentos ninguna documentación que avale la autoría de la obra. Las atribuciones, lógicamente, han de referirse a los escultores que trabajaron para esos talleres durante aquellos años, entre los que cabe mencionar a Julio Vicente Mengual (+ 1944), por el recuerdo que trae el crucificado que realizó para el panteón del obispo Frutos Valiente en la capilla de Santiago y Santa. Teresa de la Catedral Nueva de Salamanca, basado a su vez en el románico Cristo de las Batallas del mismo templo, debido quizás a la devoción que le tenía el prelado. Por su parte, la forma del nudo y del propio paño de pureza y, sobre todo, la talla en el mismo bloque de la corona de espinas recuerdan a José Capuz. En los mencionados talleres se confeccionaban las piezas a partir de pequeñas figuras, las cuales se utilizaban en parte o en su totalidad, por lo que podría ser de ambos o de ninguno de ellos. Además, el anonimato con el que se trabajaba hace difícil fijar por ahora la autoría, como así confirman expertos de esta época, Elías Hernández Albaladejo y Gerardo Díaz Quirós.
Quizás no exista otro Cristo con unas peculiaridades tan diferenciadoras que lo hace único, como son, que la corona de espinas está esculpida en la misma madera del conjunto del Cristo; y que ajustándose a la historia real de la época, el letrero de I.N.R.I. que va arriba de la Cruz, lleva inscrita la frase exacta “JESUS EL NAZARENO, REY DE LOS JUDIOS “ en los tres idiomas que se escribió: en latín, en griego y en hebreo.

## Procesión

### Itinerario y Horario
Procesión de Viernes Santo
Universidad de Santo Domingo (02,00h.) - C/. Adolfo Clavarana - Paseo Calvo Sotelo - C/. Alfonso XIII - Pl. Marqués de Rafal (02,30h.) - Pl. Teniente Linares (02,45h.) - C/. Mayor de Ramón y Cajal - Puente de Poniente (03,15h.) - C/. Río - Pl. Salesas - C/. Santa Justa - C/. Dr. Sarget - Pl. Santa Lucía - C/. Adolfo Clavarana - Universidad de Santo Domingo (04,00h.)

### Orden de Procesión
Viernes Santo
- Tambores
- Hermanos de la Hermandad
- Campana
- Estandarte de la Hermandad
- 1º y 2º Estandarte de las Siete Palabras
- Hermanos de la Hermandad
- Santísimo Cristo de la Buena Muerte (1940) de la escuela de José Capuz
- 3º y 4º Estandarte de las Siete Palabras
- Hermanos de la Hermandad
- Campana
- 5º y 6º Estandarte de las Siete Palabras
- Hermanos de la Hermandad
- 7º Estandarte de las Siete Palabras

## Música
La Música de la Hermandad es esta:
- Música para los Funerales de la Reina María (Henry Purcell)
- Miserere (Ginés Pérez de la Parra)
- O Crux (Ginés Pérez de la Parra)